# Crioulo (cavalo)

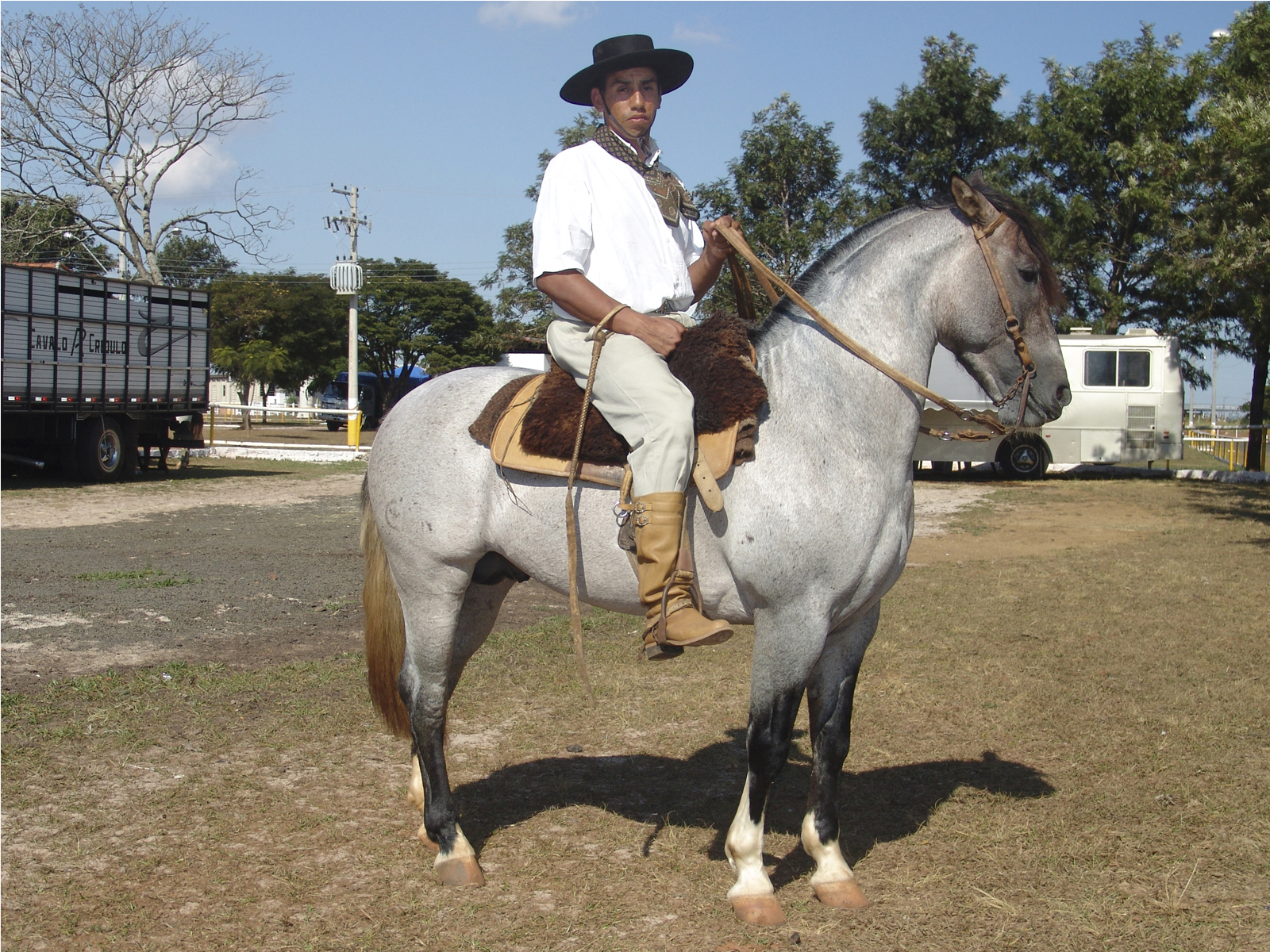
Cavalo crioulo e cavaleiro típico gaúcho.

O crioulo é uma raça de cavalo brasileira. É originário dos animais de sangue andaluz e berbere, introduzidos no continente americano pelo aventureiro espanhol Álvar Núñez Cabeza de Vaca nos primeiros anos após o descobrimento do Brasil, e também os padres jesuítas Cristóvão de Mendonça e Pedro Romero, em localidades que hoje é o Rio Grande do Sul, em 1634. Paralelamente, as criações foram se perdendo da comitiva de Cabeza de Vaca durante as suas campanhas, na região, e passaram a se criar livremente nas planícies do conesul do continente americano, vivendo em estado selvagem por cerca de quatro séculos. Nesse período, as duras condições do clima acabaram criando, através da seleção natural, uma raça extremamente resistente a alta amplitude térmica, quanto à seca e à falta de alimento, a raça do cavalo selvagem bagual, que até hoje galopa pela Patagônia e pelos pampas gaúchos. Normalmente são criados livres, em grandes pastos, e quando chegam à idade adulta são laçados e domados.
Dentro de sua origem Andaluz, provém de cruzamentos entre exemplares de perfil de cabeça convexa e semiconvexa (libicos e garranos).
Assim como os mustangues norte-americanos, os baguais que deram origem à raça crioula eram caçados e domados tanto pelos índios cavaleiros, os charruas, quanto pelos estancieiros, por serem uma raça versátil para a região.
Atualmente, a raça crioula está espalhada por todo o Brasil, mas especialmente no Rio Grande do Sul, onde está o principal símbolo da raça, os descendentes de La Invernada Hornero-, de Uruguaiana.
A principal prova de seleção da raça no Brasil é o Freio de Ouro. Essa prova envolve manobras e provas com gado. A grande final acontece todos os anos na Expointer, em Esteio-RS-Brasil

## Características
| Origem             | Rio Grande do Sul, Uruguai, Argentina, Chile                                                                       |
| Tamanho            | 1,38 a 1,50 m |
| Pelagem            | quase todas as variedades, menos albino e pintado tipo persa.                                                      |
| Caráter            | tranquilo,esperto mas às vezes arisco                                                                              |
| Utilidade          | cavalo de sela, de viagem, resistência e de lida de campo.                                                         |
| Qualidades         | resistente. |
| Cabeça             | curta; perfil retilíneo, ligeiramente côncavo ou convexo.                                                          |
| Flanco             | curto, cheio, unindo harmonicamente o ventre ao posterior.                                                         |
| Paletas            | comprimento mediano, ligeiramente inclinadas e fortemente musculadas, caracterizando encontros bem separados.      |
| Braços e cotovelos | fortemente musculosos: braços devidamente inclinados com os cotovelos, bem afastados do peito.                     |
| Ante-braços        | musculosos, bem aprumados, afinando-se até o joelho.                                                               |
| Joelhos            | fortes e nítidos.                                                                                                  |
| Canelas            | curtas, com tendões fortes e bem definidos; bem aprumadas.                                                         |
| Quartelas          | de comprimento médio, fortes, espessas, nítidas e medianamente inclinadas.                                         |
| Cascos             | de volume proporcional ao corpo, duros, densos, sólidos, aprumados e negros de preferência.                        |
| Garrões            | amplos, largos, fortes, secos, paralelos ao plano mediano do corpo; ângulo anterior do garrão medianamente aberto. |
| Peso               | entre 400 (quatrocentos) e 450 (quatrocentos e cinquenta) quilos.                                                  |